# 2-й Вільський провулок (Житомир)
2-й Вільський провулок — провулок у Богунському районі міста Житомира.

## Розташування
Знаходиться у північно-західній частині міста, у місцевості, відомій за неофіційною назвою Чулочка; на теренах історичних місцевостей Кокоричанка, Каракулі.

Бере початок від проспекту Незалежності, прямує на північний схід та завершується кутком. Довжина — 89 м.

## Історія
Траса провулка як і його забудова сформувалася у 1950-х роках, внаслідок прокладання вулиці Транзитної. Назву провулку надано у 1958 році.